# Лінія Вікторія
51°34′59″ пн. ш. 0°01′11″ зх. д. / 51.583056° пн. ш. 0.019722° зх. д.
Лінія Вікторія (англ. Victoria) — лінія Лондонського метрополітену, позначена на схемі блакитним кольором. Діє з 1 вересня 1969 року, офіційна церемонія відкриття відбулася 7 березня 1969 року. Потяги слідують з інтервалом від двох до двох з половиною (в години пік) хвилин від станції «Брікстон» до станції «Севен-Сістерз», в решту часу до трьох хвилин, приблизно два потяги з трьох йдуть далі до станції «Волтемстоу-Сентрал». Всі 16 станцій лінії знаходяться під землею, і всі станції, окрім Пілміко, мають пересадку на інші лінії метрополітену або потяги National Rail. Пасажирообіг лінії понад 200 мільйонів пасажирів на рік.

## Історія
Лінія була побудована в 1960-х роках і була першою цілком новою лінією метро в Лондоні за попередні 50 років. Він був розроблений для зменшення навантаження на інші лінії, зокрема, на лінії Пікаділлі та на відгалуженні Чарінг-кросс Північної лінії. Перша черга — від Волтемстоу-Сентрал до Гайбері-енд-Іслінгтон, була відкрита у вересні 1968 року, у грудні було відкрито другу чергу до Воррен-стріт. Черга до станції Лондон-Вікторія була відкрита у березні 1969 року і її відкрила королева Єлизавета II, яка проїхала на поїзді від Грін-парк до Вікторії. Південне розширення до Брікстона було відкрито в 1971 році, станція Пімліко була відкрита в 1972 році.

## Рухомий склад
Лінія "Вікторія" використовує автоматичний рух потягів, але всі потяги все ще працюють з машиністами.  Потяги серії 2009 року замінили попередні оригінальні потяги серії 1967 року.

## Депо
Лінію обслуговує єдине депо Нортумберленд-парк, розташоване за станцією Севен-Сістерз

## Станції
| Станції                                              | Фото | Відкриття           | У складі лінії (дата) | Пересадки                                                                                   | Розташування                                                          |
| ---------------------------------------------------- | ---- | ------------------- | --------------------- | ------------------------------------------------------------------------------------------- | --------------------------------------------------------------------- |
| Волтемстоу-Сентрал                                   |      | 26 квітня 1870      | 1 вересня 1968        | London Overground                                                                           | 51°34′59″ пн. ш. 000°01′11″ зх. д. / 51.58306° пн. ш. 0.01972° зх. д. |
| Блекхорс-роуд                                        |      | 19 липня 1894       | 1 вересня 1968        | London Overground                                                                           | 51°35′13″ пн. ш. 000°02′29″ зх. д. / 51.58694° пн. ш. 0.04139° зх. д. |
| Тоттенгем-Гейл                                       |      | 15 вересня 1840[TH] | 1 вересня 1968        | National Rail                                                                               | 51°35′18″ пн. ш. 000°03′35″ зх. д. / 51.58833° пн. ш. 0.05972° зх. д. |
| Севен-Сістерз [SS]                                   |      | 22 липня 1872       | 1 вересня 1968        | London Overground, National Rail                                                            | 51°34′56″ пн. ш. 000°04′31″ зх. д. / 51.58222° пн. ш. 0.07528° зх. д. |
| Фінсбері-парк                                        |      | 1 липня 1861[FP]    | 1 вересня 1968        | Лінія Пікаділлі (кросплатформова пересадка), National Rail                                  | 51°33′53″ пн. ш. 000°06′23″ зх. д. / 51.56472° пн. ш. 0.10639° зх. д. |
| Гайбері-енд-Іслінгтон                                |      | 26 вересня 1850     | 1 вересня 1968        | National Rail кросплатформова пересадка, London Overground                                  | 51°32′45″ пн. ш. 000°06′18″ зх. д. / 51.54583° пн. ш. 0.10500° зх. д. |
| Кінгс-кросс-Сент-Панкрас                             |      | 10 January 1863     | 1 грудня 1968         | на лінії Північну, Пікаділлі, Кільцева, Метрополітен, та Гаммерсміт-енд-Сіті; National Rail | 51°31′49″ пн. ш. 000°07′27″ зх. д. / 51.53028° пн. ш. 0.12417° зх. д. |
| Юстон                                                |      | 12 травня 1907      | 1 грудня 1968         | Північна лінія (кросплатформова пересадка), London Overground, National Rail                | 51°31′42″ пн. ш. 000°07′59″ зх. д. / 51.52833° пн. ш. 0.13306° зх. д. |
| Воррен-стріт                                         |      | 22 червня 1907      | 1 грудня 1968         | Північна лінія                                                                              | 51°31′29″ пн. ш. 000°08′18″ зх. д. / 51.52472° пн. ш. 0.13833° зх. д. |
| Оксфорд-серкус                                       |      | 30 липня 1900       | 7 березня 1969        | лінії Бейкерлоо (кросплатформова пересадка) та Центральна                                   | 51°30′55″ пн. ш. 000°08′30″ зх. д. / 51.51528° пн. ш. 0.14167° зх. д. |
| Грін-парк                                            |      | 15 грудня 1906      | 7 березня 1969        | Лінії Пікаділлі та Джубилі                                                                  | 51°30′24″ пн. ш. 000°08′34″ зх. д. / 51.50667° пн. ш. 0.14278° зх. д. |
| Лондон-Вікторія ( потяги до аеропорту Лондон-Гатвік) |      | 1 жовтня 1860       | 7 березня 1969        | лінії Кільцева та Дистрикт, National Rail                                                   | 51°29′48″ пн. ш. 000°08′41″ зх. д. / 51.49667° пн. ш. 0.14472° зх. д. |
| Пімліко                                              |      | 14 вересня 1972     | 14 вересня 1972       | Н/Д                                                                                         | 51°29′22″ пн. ш. 000°08′00″ зх. д. / 51.48944° пн. ш. 0.13333° зх. д. |
| Воксголл                                             |      | 11 липня 1848       | 23 липня 1971         | National Rail, London River Services                                                        | 51°29′07″ пн. ш. 000°07′22″ зх. д. / 51.48528° пн. ш. 0.12278° зх. д. |
| Стоквелл                                             |      | 4 листопада 1890    | 23 липня 1971         | Північна лінія (кросплатформова пересадка)                                                  | 51°28′21″ пн. ш. 000°07′20″ зх. д. / 51.47250° пн. ш. 0.12222° зх. д. |
| Брікстон                                             |      | 23 липня 1971       | 23 липня 1971         | National Rail                                                                               | 51°27′45″ пн. ш. 000°06′54″ зх. д. / 51.46250° пн. ш. 0.11500° зх. д. |

| SS Севен-Сістерз єдина станція що має понад 2 платформи. Третя платформа — для потягів з Брікстона, для яких Севен-Сістерз є кінцевою. Від третьої платформи колії прямують до депо Нортумберленд-парк |
| TH Відкрита як Тоттенгем, перейменована 1 грудня 1968. |
| FP Відкрита як Севен-Сістерз-роуд (Голловей), перейменована 15 листопада 1869. |